# Двотрбушни мишић
Двотрбушни мишић (лат. musculus digastricus) је парни натхиоидни мишић, који припада средњем слоју предње групе вратне мускулатуре. Састоји се из два дела, односно трбуха: предњег и задњег (лат. venter posterior) и међутрбушне тетиве на којој се причвршћују.
Предњи трбух се припаја у пределу тзв. дигастричне јаме на телу доње вилице, а одатле се простире уназад и надоле до тетиве на којој се причвршћује. Задњи трбух полази од мастоидног наставка слепоочне кости и такође се завршава на тетиви, која се припаја на телу подјезичне кости.
Дигастрични мишић са доњом вилицом образује топографски предео, који носи назив подвилични троугао (лат. trigonum submandibulare), а у коме се налази подвилична жлезда и друге важне анатомске структуре. Осим тога, он учествује у изградњи предњег и задњег језичног троугла (лат. trigonum linguale posterius – Béclard).
У инервацији предњег трбуха мишића учествује милохиоидни живац, који води порекло од доњовиличног нерва, док је задњи трбух инервисан дигастричном граном фацијалног живца. Предњи трбух мишића снабдева субментална артерија, грана фацијалне артерије. Задњи трбух мишића снабдевају мишићне гране задње артерије уха и окципиталне гране спољашње каротидне артерије.
Улоге дигастричног мишића су разнолике и сложене, а зависе од тачке ослонца. Уколико је тачка ослонца на горњим припојима, он подиже подјезичну кост при гутању и говору. Са друге стране, уколико је ослонац на хиоидној кости, мишић учествује у процесу отварања уста и спуштању доње вилице.